# Bombylius syrinx
Bombylius syrinx är en tvåvingeart som beskrevs av Neal L. Evenhuis 1980. Bombylius syrinx ingår i släktet Bombylius och familjen svävflugor.
Artens utbredningsområde är Guatemala. Inga underarter finns listade i Catalogue of Life.